# Steve Ditko
Stephen J. "Steve" Ditko, ameriški umetnik in pisatelj, * 2. november 1927 Pennsylvania, ZDA † 29. junij 2018 New York City, ZDA.
Znan je po tem, da je ustvaril veliko Marvelovih superjunakov, skupaj z Stan Leeom.